# Takahiro Kuniyoshi
Takahiro Kuniyoshi (japanisch 國吉 貴博 Kuniyoshi Takahiro; * 28. Mai 1988 in der Präfektur Saitama) ist ein japanischer Fußballspieler.

## Karriere
Kuniyoshi erlernte das Fußballspielen in der Schulmannschaft der Shizuoka Gakuen High School. Seinen ersten Vertrag unterschrieb er 2007 bei Ventforet Kofu. Der Verein spielte in der höchsten Liga des Landes, der J1 League. Am Ende der Saison 2007 stieg der Verein in die J2 League ab. Für den Verein absolvierte er 19 Ligaspiele. 2011 wechselte er zum Ligakonkurrenten Sagan Tosu. 2011 wurde er mit dem Verein Vizemeister der J2 League und stieg in die J1 League auf. Für den Verein absolvierte er 24 Ligaspiele. Im August 2012 wechselte er zum Zweitligisten Kataller Toyama. Am Ende der Saison 2014 stieg der Verein in die J3 League ab. Für den Verein absolvierte er 153 Ligaspiele. Ende 2017 beendete er seine Karriere als Fußballspieler.